# Tavolo dello chef
Il tavolo dello chef o in inglese chef's table,  è un tavolo di un ristorante posto, a differenza degli altri, all'interno della cucina e non nella sala
.

## Caratteristiche
In generale si trova in quella parte della cucina deputata alla realizzazione dei piatti durante il servizio, o comunque gode di una buona visibilità sul processo di cottura e composizione dei piatti. 
Lo chef's table per la sua particolarità viene in generale riservato a vip o ospiti particolari ed è sempre molto ambito: nei periodi di minore affluenza all'interno del ristorante consente spesso di consumare il pasto "accompagnati" dalle spiegazioni dello chef sui piatti preparati, o anche di scambiare opinioni con lo chef sui temi più diversi. In ogni caso consente agli appassionati di gastronomia una visuale senza pari sul funzionamento di una cucina professionale.
Lo chef's table è un'abitudine molto diffusa nei ristoranti americani più famosi, ma si sta diffondendo anche in Italia.